# Seabraellus
Seabraellus är ett släkte av skalbaggar. Seabraellus ingår i familjen långhorningar.
Kladogram enligt Catalogue of Life:
| Seabraellus | \| \| Seabraellus gracilis \| \| \| \| \| \| Seabraellus splendidior \| \| \| \| |
|             | \| \| Seabraellus gracilis \| \| \| \| \| \| Seabraellus splendidior \| \| \| \| |
|             | Seabraellus gracilis                                                             |
|             |                                                                                  |
|             | Seabraellus splendidior                                                          |
|             |                                                                                  |